# Johann Georg Liebknecht

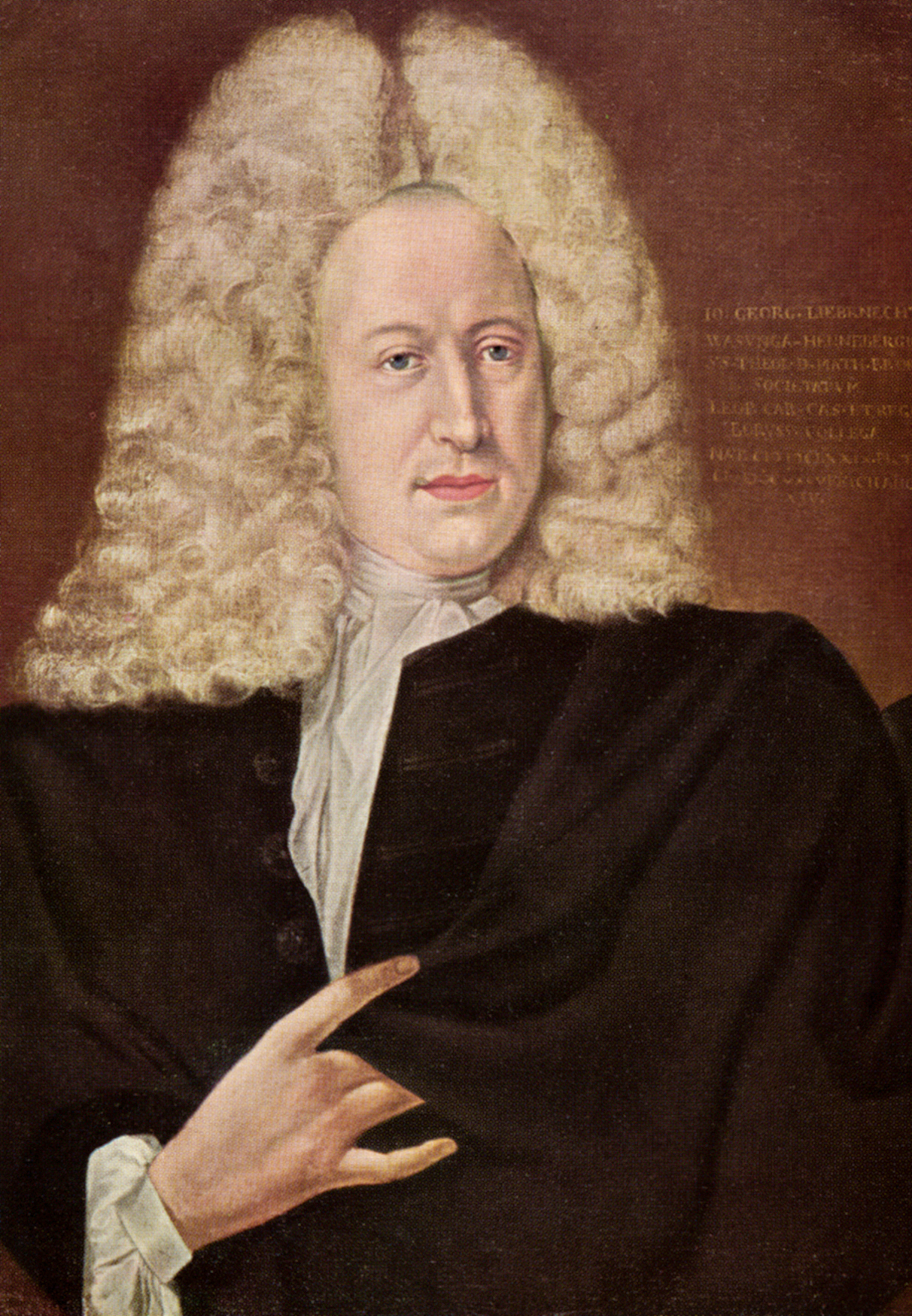
Liebknecht als Professor der Mathematik

Johann Georg Liebknecht (* 23. April 1679 in Wasungen, Thüringen; † 17. September 1749 in Gießen) war Professor der Mathematik (1707–1737) und Theologie (seit 1721) an der Ludoviciana sowie ab 1725 Superintendent in Gießen.

## Leben und Werk
Liebknecht war nicht zuletzt auf Empfehlung von Gottfried Wilhelm Leibniz an die kleine Landesuniversität in Gießen berufen worden, da er vielseitig begabt war und mehrere Fächer kompetent lehren konnte. So war er sowohl ein anerkannter evangelischer Theologe als auch ein führender Mathematiker. Weitere Schwerpunkte seiner Arbeiten lagen in der Anwendung der Mathematik im Militärwesen (Artillerie, Festungsbau), Geologie (Minerallagerstätten), Altertumskunde (Ausgrabungen von Grabhügeln bei Gießen), Fossilien und Astronomie. Wie auch andere protestantische Theologen vermied er selbst noch 200 Jahre nach Kopernikus eine Aussage zum heliozentrischen Weltbild. So machte einige der seltenen Nordlichtbeobachtungen in der Zeit von 1711 bis 1721, also im ausgehenden Maunder-Minimum. Am 2. Dezember 1722 beobachtete er im Teleskop einen schwachen Stern und vermutete eine Relativbewegung (Eigenbewegung) zu den benachbarten Sternen des Großen Wagens, Mizar und Alkor. Er nannte den vermeintlichen neuen Planeten Sidus Ludoviciana. Allerdings war dieser Stern schon 1616 von Benedetto Castelli am gleichen Sternort beobachtet worden, konnte also kein Planet sein.
Er war in Verbindung mit berühmten Wissenschaftlern wie Gottfried Wilhelm Leibniz. Seit 1715 war er Mitglied der Leopoldina und seit 1716 gehörte er der Königlichen Preußischen Sozietät der Wissenschaften an. 1728 wurde er zum „Fellow of the Royal Society“ gewählt.
Sein späteres Porträt (ca. 1749) als Theologie-Professor ist Teil der heutigen Gießener Professorengalerie, für sein früheres Porträt als Mathematiker (vor 1725) kann dies nur allgemein abgeleitet werden.

## Herkunft und Nachkommen
Nach einer alten Familienüberlieferung soll Martin Luther zu den Vorfahren gehören, was sich jedoch nicht urkundlich dokumentieren lässt. Auch sein Urenkel Wilhelm Liebknecht, einer der Gründerväter der SPD, erwähnte diese Abstammung, als man ihn auf sein Verhältnis zur Religion ansprach.
Johann Georg Liebknecht ist der Vorfahr von Wilhelm, Karl, Theodor, Otto, Robert und Kurt Liebknecht. Er hatte 21 Kinder aus zwei Ehen. Die Söhne Wilhelm Liebknechts (als bekannteste Theodor, Karl und Otto) sowie dessen Enkel (als bekannteste Robert und Kurt) sind gleich doppelt mit Johann Georg verwandt: Wilhelm ist ein Nachfahr aus der 2. Ehe (1720) mit der Arzttochter Regine Sophie Hoffmann (1698–1778) und Wilhelms 2. Ehefrau Natalie Reh (1835–1909) ist eine Urenkelin Johann Georgs aus dessen 1. Ehe (1707) mit der Arzttochter Katharina Elisabeth Elwert (1686–1719).

## Schriften
- De cultu ac praestantia matheseos, quousque se merito ad alias extendat scientias. (Resp. Johann Georg Hagelgans) Giessen 1710. (Digitalisat)
- Grund-Sätze der heut zu Tag üblichen, und allen in Krieg- und Civil-Bedienungen höchst-nöthigen Mathematischen Wissenschafften und Lehren, darinnen die Artillerie, Architectura Militaris und Civilis (…) vorgestellet. Lammers, Frankfurt/Leipzig 1726. (Digitalisat)
- Hassiae subterraneae specimen clarissima testimonia diluvii universalis ... exhibens. Cui accedit: I. Joan. Geilfusii de terra sigillata Laubacensi ... II. De serratis et bigatis numis dissertatio epistolica (J.G. Liebknecht) qua antiqua Wetteravia illustratur ad locum Tac. de M.G. cap. V. - Gissae 1730
- D. Io. Georgii Liebknecht ... Uberior stellae Ludovicianae noviter detectae, etc, Gissae, 1723; 16 p ; 4to
- Dissertatio cosmographica de Harmonia corporum mundi totalium nova ratione in numeris parfectis generatim definitia. (Resp. Friderich Wilhelm Marquard) Muller, Gießen 1718. (Digitalisat)